# Fome (romance)
Fome é um romance escrito pelo norueguês Knut Hamsun publicado originalmente em 1890. É considerado um dos romances mais importantes da história literária da Noruega e da Europa.

## Resumo
A história do livro envia-nos para dentro do monólogo interior de um jovem escritor, que vagueia pela cidade de Kristiania (atual cidade de Oslo). Acompanhamos o protagonista ao longo da sua errância pela cidade, testemunhando a miséria em que vive e todos os seus delírios e alterações de humor resultantes da sua fome e desespero.
Como escreve Paul Auster no prefácio da edição portuguesa, "o seu narrador — herói como o Raskolnikov de Dostoievski — não é tanto um desfavorecido mas um monstro de arrogância intelectual. A piedade não desempenha qualquer papel em Fome. O herói sofre, mas unicamente porque decidiu sofrer."

## Edição em Portugal e no Brasil
Em Portugal o romance foi editado em 2008 pela Cavalo de Ferro com tradução de Lilete Martins. Por seu lado, no Brasil a editora Itatiaia publicou Fome em 2004, utilizando uma tradução de Adelina Fernandes.